# Charax
|  | Per personatges i indrets de l'antiguitat, vegeu Càrax. |

Charax és un gènere de peixos de la família dels caràcids i de l'ordre dels caraciformes.

## Taxonomia
- Charax apurensis (Lucena, 1987)[3]
- Charax caudimaculatus (Lucena, 1987)[3]
- Charax condei (Géry & Knöppel, 1976)[4]
- Charax gibbosus (Linnaeus, 1758)[5]
- Charax gracilis (Gronow in Gray, 1854)
- Charax hemigrammus (Eigenmann, 1912)[6]
- Charax leticiae (Lucena, 1987)[3]
- Charax leucometopon (Zuiew, 1786)
- Charax macrolepis (Kner, 1858)[7]
- Charax metae (Eigenmann, 1922)[8]
- Charax michaeli (Lucena, 1989)[9]
- Charax niger (Lucena, 1989)[9]
- Charax notulatus (Lucena, 1987)[3]
- Charax pauciradiatus (Günther, 1864)[10]
- Charax rupununi (Eigenmann, 1912)[6]
- Charax serratus (Gronow in Gray, 1854)
- Charax stenopterus (Cope, 1894)[11]
- Charax tectifer (Cope, 1870)[12]
- Charax unimaculatus (Lucena, 1989)[9][13][14][15][16][17][18][1]